# Трайдук, Николай Фёдорович
Трайдук Николай Фёдорович (6 августа 1951, Челябинск — 20 октября 2016, Киев) — украинский политик, народный депутат Украины 6-го созыва.

## Биография
Родился 6 августа 1951 года в городе Челябинск.
В 1974 году окончил Днепропетровский инженерно-строительный институт по специальности «Производство строительных изделий».
В 1975—1980 годах — мастер, начальник цеха объединения «Криворожжелезобетон».
В 1980—1991 годах — на партийной работе.
В 1988 году окончил Академию общественных наук при ЦК КПСС по специальности «Партийное и советское строительство».
В 1991—2000 годах — генеральный директор ООО «Промбыткомфорт» (Кривой Рог).
С 2000 года — заместитель Криворожского городского главы.
В 2000—2002 годах — председатель Дзержинского районного исполнительного комитета Криворожского городского совета.
В 2002—2007 годах — председатель Дзержинского районного совета в городе Кривой Рог.
Умер 20 октября 2016 года в Киеве.

## Политическая деятельность
В марте 2006 года — кандидат в народные депутаты Украины от Народного блока Литвина, № 311 в списке. На время выборов: председатель Дзержинского районного в городе Кривой Рог совета, член Народной партии.
С ноября 2007 года — народный депутат Украины 6-го созыва от Блока Юлии Тимошенко, № 152 в списке. На время выборов: председатель Дзержинского районного в городе Кривой Рог совета, член ВО «Батькивщина».
Член фракции «Блок Юлии Тимошенко» (ноябрь 2007 — сентябрь 2010), член комитета по вопросам государственного строительства и местного самоуправления (с декабря 2007).